# Vialfrè
Vialfrè (arpità:Vialfrèj) és un comune (municipi) de la ciutat metropolitana de Torí, a la regió italiana del Piemont, situat a uns 22 quilòmetres al nord-est de Torí. La seva població era de 258 habitants (2023).
La ciutat limita amb els municipis de San Martino Canavese, Scarmagno, Agliè, and Cuceglio.